# Тимковичі (станція)
Ти́мковичі (біл. Ці́мкавічы — проміжна залізнична станція Барановицького відділення Білоруської залізниці на лінії Осиповичі I — Барановичі-Поліські між зупинними пунктами Ванилевичі (7,8 км) та Труд (6,2 км).
Розташована в селі Чорногубово Мінської області, за 3,1 км на схід від агромістечка Тимковичі, від назви якого походить однойменна станція. Є єдиною залізничною станцією на Копильщині й обслуговує організації постачання Копильського району Мінської області.

## Історія
Станція відкрита 1936 року під первиною назвою Слуцьк ІІ, в ході подовженням лінії Осиповичі I — Слуцьк у напрямку Барановичей. Пізніше отримала сучасну назву — Тимковичі.

## Пасажирське сполучення
Приміське сполучення здійснюється поїздами регіональних ліній економ-класу сполученням Барановичі-Поліські — Слуцьк.

## Галерея

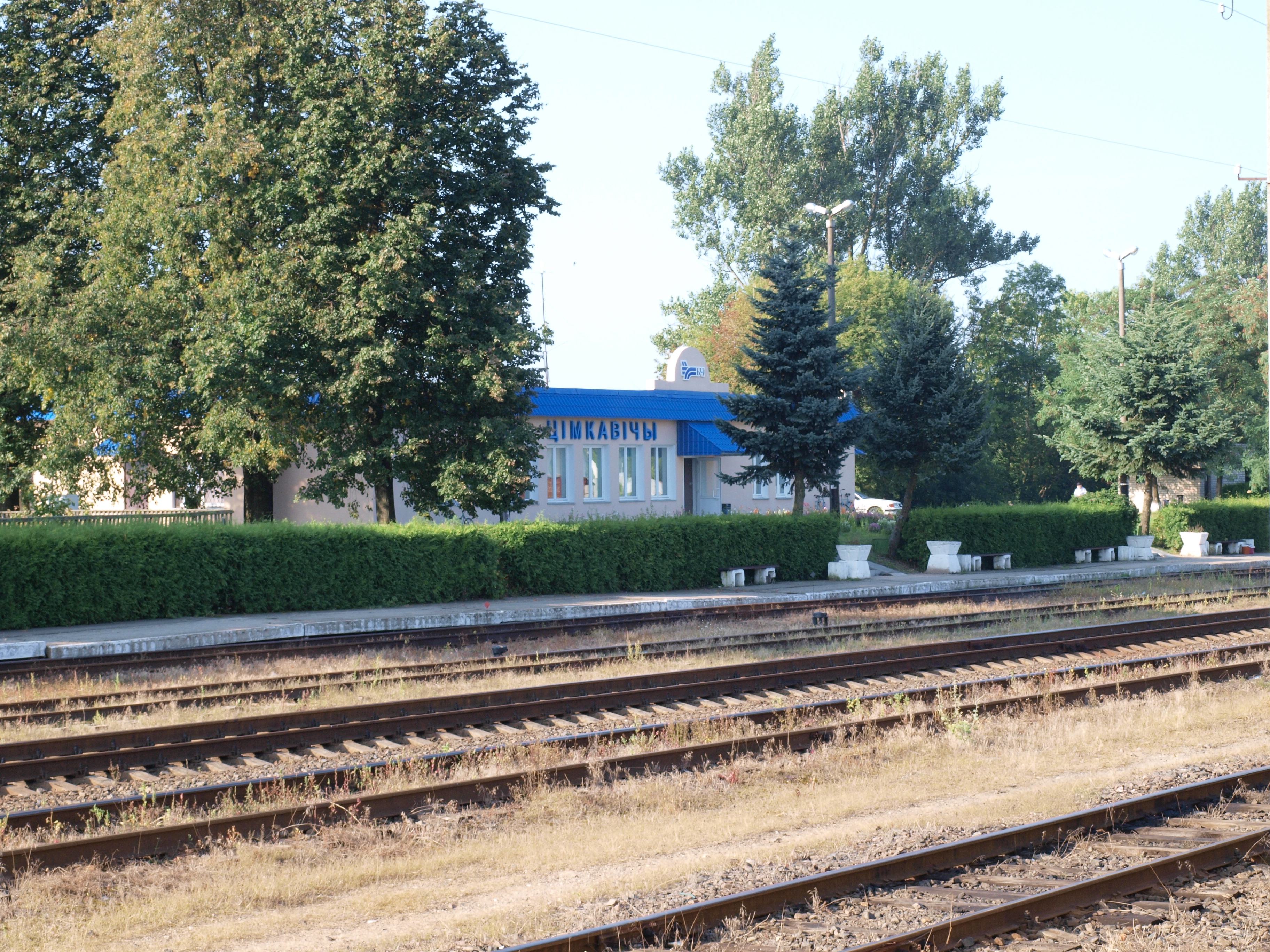
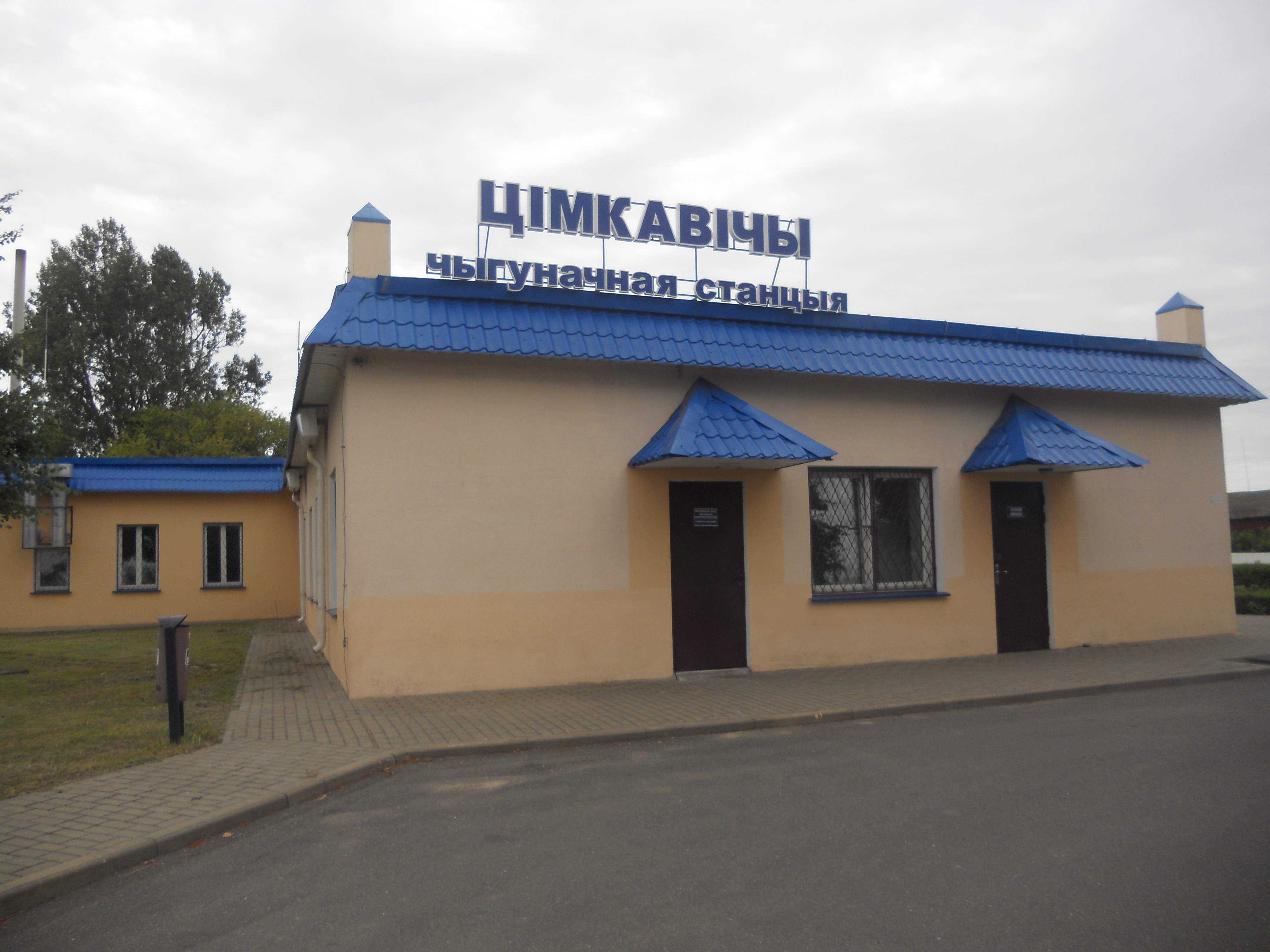